# Microregione di Cachoeiro de Itapemirim
Cachoeiro de Itapemirim è una microregione dello Stato dell'Espírito Santo in Brasile appartenente alla mesoregione di Sul Espírito-Santense.

## Comuni
Comprende 10 comuni:
- Apiacá
- Atílio Vivácqua
- Bom Jesus do Norte
- Cachoeiro de Itapemirim
- Castelo
- Jerônimo Monteiro
- Mimoso do Sul
- Muqui
- São José do Calçado
- Vargem Alta